# Tsutisopeli
Tsutisopeli (en georgià წუთისოფელი), també comercialitzada com Tiepló tvoikh ruk (La calor de les teves mans, Тепло твоих рук) és una pel·lícula de la Unió Soviètica del 1971, rodada en georgià i en rus, produïda per Kartuli Pilmi i dirigida per Xota Managadze i Nodar Managadze, per a qui va suposar el seu debut en la direcció.

## Sinopsi
Mostra la vida de Sidonia qui viu en un remot poble de les muntanyes de Geòrgia, des de la seva joventut fins a la seva maduresa. Cada dia baixa a la primavera per un camí elaborat al llarg dels anys. Un dia arriba a la primavera amb el seu marit, el vell Jasoni. Jasoni sent que la seva força l'abandona i s'acomiada de la seva dona. Parlen de la vida, de l'amor, de la mort, dels fills i nets.

## Repartiment
- Sofiko Txiaureli... 	Sidonia
- Grigol Tsitaixvili ... 	Jasoni
- Manutxar Xervaxidze ... 	Sipito
- Zura Kipxidze ... 	Aprasioni
- Tengiz Artxvadze ... 	Juloni
- Valerian Dolidze ... 	Beglari
- Givi Txitxinadze 	 ... 	Evtikhi
- Givi Sikharulidze ... 	Tarkhani

## Reconeixements
Fou projectada a la selecció oficial del Festival Internacional de Cinema de Sant Sebastià 1972.